# Верньоль
Верньо́ль (фр. Verniolle, окс. Vernhòla) — коммуна во Франции, находится в регионе Окситания. Департамент коммуны — Арьеж. Входит в состав кантона Вариль. Округ коммуны — Памье.
Код INSEE коммуны — 09332.

## Население
Население коммуны на 2008 год составляло 2242 человека.
| 1962 | 1968 | 1975 | 1982 | 1990 | 1999 | 2008 |
| ---- | ---- | ---- | ---- | ---- | ---- | ---- |
| 967  | 1142 | 1302 | 1540 | 1836 | 2022 | 2242 |

## Экономика

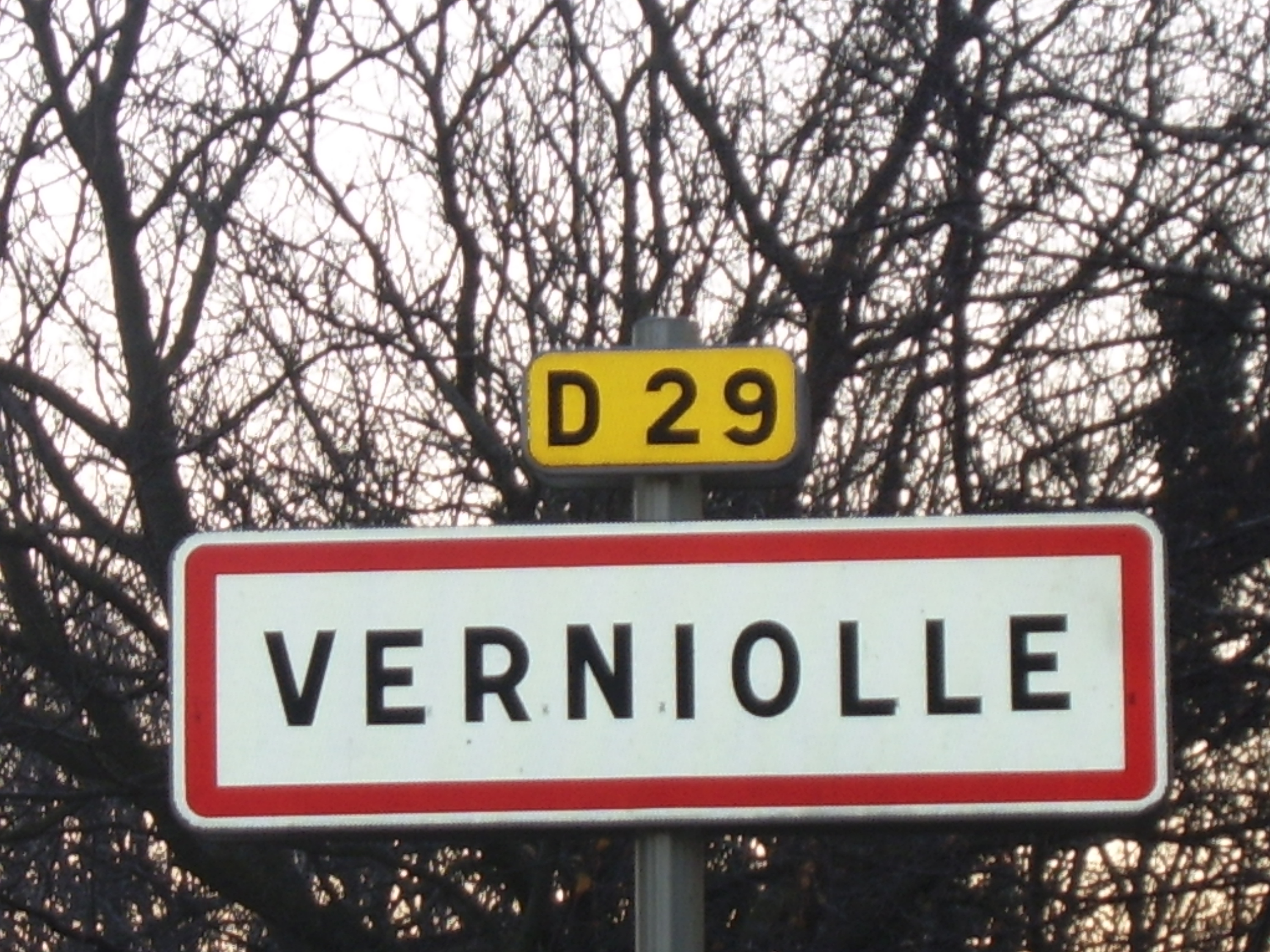
Знак на въезде в Верньоль

В 2007 году среди 1390 человек в трудоспособном возрасте (15—64 лет) 1019 были экономически активными, 371 — неактивными (показатель активности — 73,3 %, в 1999 году было 71,7 %). Из 1019 активных работали 934 человека (497 мужчин и 437 женщин), безработных было 85 (38 мужчин и 47 женщин). Среди 371 неактивных 130 человек были учащимися или студентами, 113 — пенсионерами, 128 были неактивными по другим причинам.

## Достопримечательности
- Церковь св. Лаврентия (XVII век)
- Замок Фиш, известный расписными потолками
- Римский мост